# Lista de vereadores de Fortaleza da 20.ª legislatura

Esta é a lista de vereadores de Fortaleza da 20.ª Legislatura, período que compreende de 1.º de janeiro de 2025 até 31 de dezembro de 2028.
| 19.º legislatura | Lista de vereadores de Fortaleza da 20.º legislatura |  |

## Mesa Diretora
A composição da mesa diretora da Câmara Municipal de Fortaleza durante os dois biênios da 20.ª Legislatura teve a seguinte formação:
| 1.º Biênio (2025-2026) | 1.º Biênio (2025-2026)      | 2.º Biênio (2027-2028) | 2.º Biênio (2027-2028) |
| Presidência            | Presidência                 | Presidência            | Presidência            |
| ---------------------- | --------------------------- | ---------------------- | ---------------------- |
| Presidente             | Leo Couto (PSB)             | Presidente             | à definir              |
| 1.º Vice-presidente    | Adail Junior (PDT)          | 1.º Vice-presidente    | à definir              |
| 2.º Vice-presidente    | Dr. Luciano Girão (PDT)     | 2.º Vice-presidente    | à definir              |
| 3.º Vice-presidente    | Marcos Paulo (PP)           | 3.º Vice-presidente    | à definir              |
| Secretaria             |                             |                        |                        |
| 1.ª Secretária         | Carla Ibiapina (DC)         | 1.º Secretário         | à definir              |
| 2.ª Secretária         | Ana Aracapé (Avante)        | 2.º Secretário         | à definir              |
| 3.º Secretário         | Professor Aguiar Toba (PRD) | 3.º Secretário         | à definir              |

## Composição
| Lideranças (2025)                     | Lideranças (2025) | Lideranças (2025)    |
| ------------------------------------- | ----------------- | -------------------- |
| Líder do Governo                      | Líder do Governo  | Bruno Mesquita (PSD) |
| Líder da Oposição                     | Líder da Oposição | Priscila Costa (PL)  |
| Representações - Blocos Parlamentares |                   |                      |
| Blocos                                | Assentos          | Representantes       |
| PSD e DC                              | 5                 | Tony Brito (PSD)     |
| PSB e PP                              | 4                 | Luiz Sérgio (PSB)    |
| Representações - Partidos Políticos   |                   |                      |
| Partidos                              | Assentos          | Representantes       |
| Oposição                              |                   |                      |
| PL                                    | 5                 | Julierme Sena        |
| PRD                                   | 3                 | Michel Lins          |
| UNIÃO                                 | 2                 | Soldado Noelio       |
| PSDB                                  | 1                 | Jorge Pinheiro       |
| MOBILIZA                              | 1                 | Germano He-Man       |
| Agir                                  | 1                 | Luiz Paupina         |
| DC                                    | 1                 | Líder do Bloco       |
| Governo                               |                   |                      |
| PT                                    | 4                 | Mari Lacerda         |
| PSD                                   | 4                 | Líder do Bloco       |
| PSB                                   | 2                 | Líder do Bloco       |
| PP                                    | 2                 | Líder do Bloco       |
| Republicanos                          | 2                 | Ronaldo Martins      |
| Independente                          |                   |                      |
| PDT                                   | 8                 | Marcel Colares       |
| Avante                                | 3                 | Ana Aracapé          |
| PSOL                                  | 2                 | Adriana Gerônimo     |
| Podemos                               | 1                 | Wellington Saboia    |
| Cidadania                             | 1                 | Professor Enilson    |

## Parlamentares
| Parlamentar | Parlamentar                 | Imagem | Partido | Partido                                      | Federação          | Votos  | %     | Notas | Posição      |
| ----------- | --------------------------- | ------ | ------- | -------------------------------------------- | ------------------ | ------ | ----- | --- | ------------ |
| 1.ª         | Priscila Costa              |        |         | Partido Liberal PL                           |                    | 36.226 | 2,62% | | Oposição     |
| 2.ª         | Gabriel Aguiar              |        |         | Partido Socialismo e Liberdade PSOL          | Fed.PSOL Rede      | 30.682 | 2,22% | | Independente |
| 3.º         | Bella Carmelo               |        |         | Partido Liberal PL                           |                    | 28.138 | 2,03% | | Oposição     |
| 4.º         | Ronaldo Martins             |        |         | Republicanos                                 |                    | 20.288 | 1,47% | | Governo      |
| 5.º         | Emanuel Acrizio             |        |         | Avante                                       |                    | 16.083 | 1,16% | Licenciou-se do mandato em 27 de junho de 2025 para assumir cargo de Assessor Institucional do Gabinete do Prefeito de Fortaleza Evandro Leitão (PT). | Independente |
| 6.º         | Gardel Rolim                |        |         | Partido Democrático Trabalhista PDT          |                    | 16.053 | 1,16% | | Independente |
| 7.º         | Marcel Colares              |        |         | Partido Democrático Trabalhista PDT          |                    | 15.259 | 1,10% | | Independente |
| 8.º         | Adail Jr.                   |        |         | Partido Democrático Trabalhista PDT          |                    | 14.262 | 1,03% | | Independente |
| 9.º         | Bruno Mesquita              |        |         | Partido Social Democrático PSD               |                    | 14.189 | 1,03% | | Governo      |
| 10.º        | Erich Douglas               |        |         | Partido Social Democrático PSD               |                    | 13.250 | 0,96% | Licenciou-se do mandato em 27 de fevereiro de 2025 para assumir cargo de Secretário de Proteção Animal do Estado do Ceará.                            | Governo      |
| 11.º        | Paulo Martins               |        |         | Partido Democrático Trabalhista PDT          |                    | 12.935 | 0,94% | | Independente |
| 12.º        | Apollo Vicz                 |        |         | Partido Social Democrático PSD               |                    | 12.772 | 0,92% | Licenciou-se do mandato em 3 de Janeiro de 2025 para assumir cargo de Secretário Municipal de Proteção Animal de Fortaleza.                           | Governo      |
| 13.º        | Eudes Bringel               |        |         | Partido Social Democrático PSD               |                    | 12.283 | 0,89% | Licenciou-se do mandato em 3 de Janeiro de 2025 para assumir cargo de Secretário-Chefe do Gabinete do Prefeito de Fortaleza Evandro Leitão (PT).      | Governo      |
| 14.º        | Márcio Martins              |        |         | União Brasil UNIÃO                           |                    | 12.044 | 0,87% | Licenciou-se do mandato em 3 de Janeiro de 2025 para assumir cargo de Secretário Municipal Executivo da Regional 10 de Fortaleza.                     | Oposição     |
| 15.º        | Kátia Rodrigues             |        |         | Partido Democrático Trabalhista PDT          |                    | 11.957 | 0,86% | Licenciou-se do mandato em 3 de Janeiro de 2025 para assumir cargo de Secretária Municipal Executiva da Regional 7 de Fortaleza.                      | Independente |
| 16.º        | Dr. Luciano Girão           |        |         | Partido Democrático Trabalhista PDT          |                    | 11.527 | 0,83% | | Independente |
| 17.º        | Jorge Pinheiro              |        |         | Partido da Social Democracia Brasileira PSDB | Fed.PSDB Cidadania | 11.355 | 0,82% | | Oposição     |
| 18.º        | Wellington Sabóia           |        |         | Podemos PODE                                 |                    | 11.014 | 0,80% | | Independente |
| 19.º        | PPCell                      |        |         | Partido Democrático Trabalhista PDT          |                    | 10.999 | 0,80% | | Independente |
| 20.º        | Jânio Henrique              |        |         | Partido Democrático Trabalhista PDT          |                    | 10.967 | 0,79% | | Independente |
| 21.º        | Julierme Sena               |        |         | Partido Liberal PL                           |                    | 10.391 | 0,75% | | Oposição     |
| 22.º        | Ana Aracapé                 |        |         | Avante                                       |                    | 10.322 | 0,75% | | Independente |
| 23.º        | Germano He Man              |        |         | Mobilização Nacional MOBILIZA                |                    | 10.159 | 0,73% | | Oposição     |
| 24.º        | Professor Enilson           |        |         | Cidadania                                    | Fed.PSDB Cidadania | 10.155 | 0,73% | | Oposição     |
| 25.º        | Aglaylson                   |        |         | Partido dos Trabalhadores PT                 | FE Brasil          | 9.603  | 0,69% | | Governo      |
| 26.º        | Michel Lins                 |        |         | Partido Renovação Democrática PRD            |                    | 9.563  | 0,69% | | Oposição     |
| 27.º        | Chiquinho dos Carneiros     |        |         | Partido Renovação Democrática PRD            |                    | 9.552  | 0,69% | | Oposição     |
| 28.ª        | Carla do Acilon             |        |         | Democracia Cristã DC                         |                    | 9.413  | 0,68% | | Oposição     |
| 29.ª        | Adriana Gerônimo            |        |         | Partido Socialismo e Liberdade PSOL          | Fed.PSOL Rede      | 9.091  | 0,66% | | Governo      |
| 30.º        | Leo Couto                   |        |         | Partido Socialista Brasileiro PSB            |                    | 8.975  | 0,65% | | Governo      |
| 31.º        | Pedro Matos                 |        |         | Avante                                       |                    | 8.868  | 0,64% | Licenciou-se do mandato em 25 de junho de 2025 para assumir vaga de suplente de Deputado Estadual na Assembleia Legislativa do Ceará.                 | Independente |
| 32.º        | Benigno Junior              |        |         | Republicanos                                 |                    | 8.350  | 0,60% | | Governo      |
| 33.ª        | Professora Adriana Almeida  |        |         | Partido dos Trabalhadores PT                 | FE Brasil          | 8.080  | 0,58% | | Governo      |
| 34.ª        | Mari Lacerda                |        |         | Partido dos Trabalhadores PT                 | FE Brasil          | 8.034  | 0,58% | | Governo      |
| 35º         | Inspetor Alberto            |        |         | Partido Liberal PL                           |                    | 7.913  | 0,57% | | Oposição     |
| 36.º        | Julio Brizzi                |        |         | Partido dos Trabalhadores PT                 | FE Brasil          | 7.767  | 0,56% | Licenciou-se do mandato em 3 de Janeiro de 2025 para assumir cargo de Secretário Municipal de Juventude de Fortaleza.                                 | Governo      |
| 37.º        | Lucimar Vieira Martins (Bá) |        |         | Partido Socialista Brasileiro PSB            |                    | 7.528  | 0,54% | Licenciou-se do mandato em 3 de Janeiro de 2025 para assumir cargo de Secretária Municipal Executiva da Regional 8 de Fortaleza.                      | Governo      |
| 38.º        | Marcelo Mendes              |        |         | Partido Liberal PL                           |                    | 7.199  | 0,52% | | Oposição     |
| 39.º        | Professor Aguiar Toba       |        |         | Partido Renovação Democrática PRD            |                    | 7.008  | 0,51% | | Oposição     |
| 40.º        | Soldado Noelio              |        |         | União Brasil UNIÃO                           |                    | 6.851  | 0,50% | | Oposição     |
| 41.º        | Luiz Paupina                |        |         | Agir                                         |                    | 6.037  | 0,44% | | Oposição     |
| 42.º        | Irmão Léo                   |        |         | Progressistas PP                             |                    | 5.213  | 0,38% | | Governo      |
| 43.º        | Marcos Paulo                |        |         | Progressistas PP                             |                    | 4.992  | 0,36% | | Governo      |

## Suplentes que assumiram
| Parlamentar | Parlamentar    | Imagem | Partido | Partido                             | Votos  | %     | Notas | Titular                   | Ref.                 | Posição      |
| ----------- | -------------- | ------ | ------- | ----------------------------------- | ------ | ----- | --- | ------------------------- | -------------------- | ------------ |
| -           | Claudio Lima   |        |         | Avante                              | 7.838  | 0,57% | Assumiu o exercício do mandato em 25 de junho de 2025 em função do licenciamento do titular para assumir cargo de Deputado Estadual pelo Ceará.                                                    | Pedro Matos (Avante)      | [ 12 ] [ 13 ]        | Independente |
| -           | Dr. Vicente    |        |         | Partido dos Trabalhadores PT        | 7.574  | 0,55% | Assumiu o exercício do mandato em 3 de janeiro de 2025 em função do licenciamento do titular para assumir cargo de Secretário Municipal de Juventude de Fortaleza.                                 | Julio Brizzi (PT)         | [ 14 ] [ 10 ] [ 13 ] | Governo      |
| -           | Estrela Barros |        |         | Partido Social Democrático PSD      | 9.469  | 0,68% | Assumiu o exercício do mandato em 3 de janeiro de 2025 em função do licenciamento do titular para assumir cargo de Secretário Municipal de Proteção Animal de Fortaleza.                           | Apollo Vicz (PSD)         | [ 5 ] [ 13 ]         | Governo      |
| -           | Igor Nogueira  |        |         | Mobilização Nacional MOBILIZA       | 2.028  | 0,15% | Assumiu o exercício do mandato em 25 de junho de 2025 em função do licenciamento do titular para assuntos particulares, permanecerá no mandato até 31 de dezembro de 2025                          | Germano He Man (MOBILIZA) | [ 13 ] [ 15 ]        | Governo      |
| -           | Juninho Aquino |        |         | Avante                              | 8.141  | 0,59% | Assumiu o exercício do mandato em 25 de junho de 2025 em função do licenciamento do titular para assuntos particulares, permanecerá no mandato até 22 de outubro de 2025                           | Ana Arcapé (Avante)       | [ 16 ] [ 13 ]        | Oposição     |
| -           | Luiz Sérgio    |        |         | Partido Socialista Brasileiro PSB   | 6.457  | 0,47% | Assumiu o exercício do mandato em 3 de janeiro de 2025 em função do licenciamento do titular para assumir cargo de Secretária Municipal Executiva da Regional 8 de Fortaleza.                      | Lucimar Bá (PSB)          | [ 17 ] [ 18 ] [ 13 ] | Governo      |
| -           | Marcelo Tchela |        |         | Avante                              | 6.633  | 0,48% | Assumiu o exercício do mandato em 27 de junho de 2025 em função do licenciamento do titular para assumir cargo de Assessor Institucional do Gabinete do Prefeito de Fortaleza Evandro Leitão (PT). | Emanuel Acrízio (Avante)  | [ 19 ] [ 13 ]        | Oposição     |
| -           | Raimundo Filho |        |         | Partido Democrático Trabalhista PDT | 10.255 | 0,74% | Assumiu o exercício do mandato em 3 de janeiro de 2025 em função do licenciamento do titular para assumir cargo de Secretária Municipal Executiva da Regional 7 de Fortaleza.                      | Kátia Rodrigues (PDT)     | [ 20 ] [ 13 ]        | Independente |
| -           | René Pessoa    |        |         | União Brasil UNIÃO                  | 5.972  | 0,43% | Assumiu o exercício do mandato em 3 de janeiro de 2025 em função do licenciamento do titular para assumir cargo de Secretário Municipal Executivo da Regional 10 de Fortaleza.                     | Márcio Martins (UNIÃO)    | [ 21 ] [ 13 ]        | Oposição     |
| -           | Tam Oliveira   |        |         | União Brasil UNIÃO                  | 5.028  | 0,36% | Assumiu o exercício do mandato em 29 de Maio de 2025 em função do licenciamento do titular para assuntos particulares, permanecerá no mandato até 29 de setembro de 2025                           | Soldado Noélio (UNIÃO)    | [ 22 ] [ 13 ]        | Oposição     |
| -           | Tia Francisca  |        |         | Partido Social Democrático PSD      | 6.924  | 0,50% | Assumiu o exercício do mandato em 27 de fevereiro de 2025 em função do licenciamento do titular para assumir cargo de Secretário de Proteção Animal do Estado do Ceará.                            | Erich Douglas (PSD)       | [ 23 ] [ 13 ]        | Governo      |
| -           | Tony Brito     |        |         | Partido Social Democrático PSD      | 12.177 | 0,88% | Assumiu o exercício do mandato em 3 de janeiro de 2025 em função do licenciamento do titular para assumir cargo de Secretário-Chefe do Gabinete do Prefeito de Fortaleza Evandro Leitão (PT).      | Eudes Bringel (PSD)       | [ 24 ] [ 13 ]        | Governo      |

## Comissões

### Permanentes
| Comissões Permanentes                                       | 2025-2026                       | 2025-2026                       | 2025-2026                      | 2025-2026 |
| Comissões Permanentes                                       | Presidente                      | Vice-presidente                 | Membros                        | Ref.      |
| ----------------------------------------------------------- | ------------------------------- | ------------------------------- | ------------------------------ | --------- |
| Comissão de Saúde e Seguridade Social                       | Gardel Rolim (PDT)              |                                 | Inspetor Alberto (PL)          | [ 25 ]    |
| Comissão de Saúde e Seguridade Social                       | Gardel Rolim (PDT)              | Irmão Léo (PP)                  |                                | [ 25 ]    |
| Comissão de Saúde e Seguridade Social                       | Gardel Rolim (PDT)              | Jânio Henrique (PDT)            |                                | [ 25 ]    |
| Comissão de Saúde e Seguridade Social                       | Gardel Rolim (PDT)              | Benigno Junior (Republicanos)   |                                | [ 25 ]    |
|                                                             |                                 |                                 |                                |           |
| Comissão de Segurança Cidadã                                | Tony Brito (PSD)                | Professor Enilson (Cidadania)   | Julierme Sena (PL)             | [ 26 ]    |
| Comissão de Segurança Cidadã                                | Tony Brito (PSD)                | Professor Enilson (Cidadania)   | Ronaldo Martins (Republicanos) | [ 26 ]    |
| Comissão de Segurança Cidadã                                | Tony Brito (PSD)                | Professor Enilson (Cidadania)   | Paulo Martins (PDT)            | [ 26 ]    |
| Comissão de Segurança Cidadã                                | Tony Brito (PSD)                | Professor Enilson (Cidadania)   | Soldado Noélio (UNIÃO)         | [ 26 ]    |
|                                                             |                                 |                                 |                                |           |
| Comissão de Política Urbana e Meio Ambiente                 | Gabriel Aguiar (PSOL)           | Benigno Junior (Republicanos)   | Aglaylson (PT)                 | [ 27 ]    |
| Comissão de Política Urbana e Meio Ambiente                 | Gabriel Aguiar (PSOL)           | Benigno Junior (Republicanos)   | Soldado Noélio (UNIÃO)         | [ 27 ]    |
| Comissão de Política Urbana e Meio Ambiente                 | Gabriel Aguiar (PSOL)           | Benigno Junior (Republicanos)   | Marcelo Mendes (PL)            | [ 27 ]    |
| Comissão de Política Urbana e Meio Ambiente                 | Gabriel Aguiar (PSOL)           | Benigno Junior (Republicanos)   | Wellington Sabóia (PODE)       | [ 27 ]    |
|                                                             |                                 |                                 |                                |           |
| Comissão de Orçamento, Fiscalização e Administração Pública | Paulo Martins (PDT)             | Professor Enilson (Cidadania)   | Priscila Costa (PL)            | [ 28 ]    |
| Comissão de Orçamento, Fiscalização e Administração Pública | Paulo Martins (PDT)             | Professor Enilson (Cidadania)   | Bruno Mesquita (PSD)           | [ 28 ]    |
| Comissão de Orçamento, Fiscalização e Administração Pública | Paulo Martins (PDT)             | Professor Enilson (Cidadania)   | Luiz Paupina (Agir)            | [ 28 ]    |
| Comissão de Orçamento, Fiscalização e Administração Pública | Paulo Martins (PDT)             | Professor Enilson (Cidadania)   | PP Cell (PDT)                  | [ 28 ]    |
| Comissão de Orçamento, Fiscalização e Administração Pública | Paulo Martins (PDT)             | Professor Enilson (Cidadania)   | Marcelo Tchela (Avante)        | [ 28 ]    |
|                                                             |                                 |                                 |                                |           |
| Comissão de Educação, Ciência e Tecnologia                  | Professora Adriana Almeida (PT) | Raimundo Filho (PDT)            | PP Cell (PDT)                  | [ 29 ]    |
| Comissão de Educação, Ciência e Tecnologia                  | Professora Adriana Almeida (PT) | Raimundo Filho (PDT)            | Jorge Pinheiro (PSDB)          | [ 29 ]    |
| Comissão de Educação, Ciência e Tecnologia                  | Professora Adriana Almeida (PT) | Raimundo Filho (PDT)            | Tia Francisca (PSD)            | [ 29 ]    |
| Comissão de Educação, Ciência e Tecnologia                  | Professora Adriana Almeida (PT) | Raimundo Filho (PDT)            | Adriana Gerônimo (PSOL)        | [ 29 ]    |
| Comissão de Educação, Ciência e Tecnologia                  | Professora Adriana Almeida (PT) | Raimundo Filho (PDT)            | Igor Nogueira (MOBILIZA)       | [ 29 ]    |
|                                                             |                                 |                                 |                                |           |
| Comissão de Direitos Humanos e Cidadania                    | Adriana Gerônimo (PSOL)         | Professora Adriana Almeida (PT) | Mari Lacerda (PT)              | [ 30 ]    |
| Comissão de Direitos Humanos e Cidadania                    | Adriana Gerônimo (PSOL)         | Professora Adriana Almeida (PT) | Priscila Costa (PL)            | [ 30 ]    |
| Comissão de Direitos Humanos e Cidadania                    | Adriana Gerônimo (PSOL)         | Professora Adriana Almeida (PT) | Bella Carmelo (PL)             | [ 30 ]    |
| Comissão de Direitos Humanos e Cidadania                    | Adriana Gerônimo (PSOL)         | Professora Adriana Almeida (PT) | Michel Lins (PRD)              | [ 30 ]    |
|                                                             |                                 |                                 |                                |           |
| Comissão de Desenvolvimento Econômico                       | Juninho Aquino (Avante)         | René Pessoa (UNIÃO)             | Marcelo Tchela (Avante)        | [ 31 ]    |
| Comissão de Desenvolvimento Econômico                       | Juninho Aquino (Avante)         | René Pessoa (UNIÃO)             | Michel Lins (PRD)              | [ 31 ]    |
| Comissão de Desenvolvimento Econômico                       | Juninho Aquino (Avante)         | René Pessoa (UNIÃO)             | Inspetor Alberto (PL)          | [ 31 ]    |
| Comissão de Desenvolvimento Econômico                       | Juninho Aquino (Avante)         | René Pessoa (UNIÃO)             | Jânio Henrique (PDT)           | [ 31 ]    |
|                                                             |                                 |                                 |                                |           |
| Comissão de Direitos do Consumidor e do Contribuinte        | Ronaldo Martins (Republicanos)  | Jorge Pinheiro (PSDB)           | Gardel Rolim (PDT)             | [ 32 ]    |
| Comissão de Direitos do Consumidor e do Contribuinte        | Ronaldo Martins (Republicanos)  | Jorge Pinheiro (PSDB)           | Marcelo Mendes (PL)            | [ 32 ]    |
| Comissão de Direitos do Consumidor e do Contribuinte        | Ronaldo Martins (Republicanos)  | Jorge Pinheiro (PSDB)           | Luiz Paupina (Agir)            | [ 32 ]    |
| Comissão de Direitos do Consumidor e do Contribuinte        | Ronaldo Martins (Republicanos)  | Jorge Pinheiro (PSDB)           | Juninho Aquino (Avante)        | [ 32 ]    |
| Comissão de Direitos do Consumidor e do Contribuinte        | Ronaldo Martins (Republicanos)  | Jorge Pinheiro (PSDB)           | Wellington Sabóia (PODE)       | [ 32 ]    |

### Conjuntas
| Comissões Conjuntas                               | 2025-2026      | 2025-2026                     | 2025-2026 |
| Comissões Conjuntas                               | Presidentes    | Membros                       | Ref.      |
| ------------------------------------------------- | -------------- | ----------------------------- | --------- |
| Comissão Conjunta de Constituição e Orçamento     | Aglaylson (PT) | Igor Nogueira (MOBILIZA)      | [ 33 ]    |
| Comissão Conjunta de Constituição e Orçamento     | Aglaylson (PT) | Dr. Vicente (PT)              | [ 33 ]    |
| Comissão Conjunta de Constituição e Orçamento     | Aglaylson (PT) | Raimundo Filho (PDT)          | [ 33 ]    |
| Comissão Conjunta de Constituição e Orçamento     | Aglaylson (PT) | PP Cell (PDT)                 | [ 33 ]    |
| Comissão Conjunta de Constituição e Orçamento     | Aglaylson (PT) | Luiz Paupina (Agir)           | [ 33 ]    |
| Comissão Conjunta de Constituição e Orçamento     | Aglaylson (PT) | Priscila Costa (PL)           | [ 33 ]    |
| Comissão Conjunta de Constituição e Orçamento     | Aglaylson (PT) | Paulo Martins (PDT)           | [ 33 ]    |
| Comissão Conjunta de Constituição e Orçamento     | Aglaylson (PT) | Julierme Sena (PL)            | [ 33 ]    |
| Comissão Conjunta de Constituição e Orçamento     | Aglaylson (PT) | Bruno Mesquita (PSD)          | [ 33 ]    |
| Comissão Conjunta de Constituição e Orçamento     | Aglaylson (PT) | Marcel Colares (PDT)          | [ 33 ]    |
| Comissão Conjunta de Constituição e Orçamento     | Aglaylson (PT) | Professor Enilson (Cidadania) | [ 33 ]    |
| Comissão Conjunta de Constituição e Orçamento     | Aglaylson (PT) | Chiquinho dos Carneiros (PRD) | [ 33 ]    |
| Comissão Conjunta de Constituição e Orçamento     | Aglaylson (PT) | Irmão Léo (PP)                | [ 33 ]    |
|                                                   |                |                               |           |
| Comissão Conjunta de Constituição e Meio Ambiente | Aglaylson (PT) | Wellington Sabóia (PODE)      | [ 34 ]    |
| Comissão Conjunta de Constituição e Meio Ambiente | Aglaylson (PT) | Marcelo Mendes (PL)           | [ 34 ]    |
| Comissão Conjunta de Constituição e Meio Ambiente | Aglaylson (PT) | Soldado Noélio (UNIÃO)        | [ 34 ]    |
| Comissão Conjunta de Constituição e Meio Ambiente | Aglaylson (PT) | Gabriel Aguiar (PSOL)         | [ 34 ]    |
| Comissão Conjunta de Constituição e Meio Ambiente | Aglaylson (PT) | Benigno Junior (Republicanos) | [ 34 ]    |
| Comissão Conjunta de Constituição e Meio Ambiente | Aglaylson (PT) | Igor Nogueira (MOBILIZA)      | [ 34 ]    |
| Comissão Conjunta de Constituição e Meio Ambiente | Aglaylson (PT) | Julierme Sena (PL)            | [ 34 ]    |
| Comissão Conjunta de Constituição e Meio Ambiente | Aglaylson (PT) | Chiquinho dos Carneiros (PRD) | [ 34 ]    |
| Comissão Conjunta de Constituição e Meio Ambiente | Aglaylson (PT) | Bruno Mesquita (PSD)          | [ 34 ]    |
| Comissão Conjunta de Constituição e Meio Ambiente | Aglaylson (PT) | Marcel Colares (PDT)          | [ 34 ]    |
| Comissão Conjunta de Constituição e Meio Ambiente | Aglaylson (PT) | Professor Enilson (Cidadania) | [ 34 ]    |